# 馬特·華萊士
馬特·華萊士（英語：Matt Wallace，1990年4月12日—）是英格蘭的一位高爾夫球運動員，在2016年，他獲得了6個阿爾卑斯巡迴賽的錦標。2017年，他獲得了葡萄牙公開賽的錦標，使得他的世界排名大幅提升。

## 外部連結
- 馬特·華萊士的X（前Twitter）
- 馬特·華萊士在歐洲巡迴賽官方網站
- 馬特·華萊士在男子高爾夫世界排名的官方網站